# Disodontiasi
La disodontiasi è la difficoltà nella eruzione di elementi dentari, in genere dovuta a mancanza di spazio utile o all'orientamento scorretto del dente. È un evento tipico dei terzi molari o denti del giudizio (ottavi) mal collocati, ma anche dei canini e dei secondi molari superiori. Anche la dentatura decidua (denti di latte) può presentare problemi di disodontiasi.

## Sintomi
Dolore persistente alle arcate dentali durante l'età dello sviluppo cranio mandibolare. Il dolore principalmente deriva dall'infiammazione (infezione batterica) della gengiva e dei tessuti fibromucosi che coprono o che sono attorno all'elemento dentale.